# Abbaye de Montreuil-les-Dames
L'abbaye de Montreuil-les-Dames fut une abbaye de moniales cisterciennes située sur le territoire de la commune de Rocquigny, dans le département de l'Aisne. Elle fut fondée en 1136 ou 1146 sur le bord du ruisseau de la Chaudière par Barthélemy de Jur. Il s'agit de la dernière des neuf que fonda ce saint évêque, qui ensuite se fit religieux à l'abbaye de Foigny en 1150.

## Histoire
Elle fut donc établie à l'extrémité du diocèse de Laon, sur les confins de la Thiérache et du Hainaut, à proximité de la ville de La Capelle. On pense qu'il s'agit d'une des premières retraites établies dans l'Ordre cistercien pour la sanctification des filles. Bernard Peltier affirme qu'il s'agirait de la deuxième fondation féminine cistercienne, juste après l'abbaye de Tart. En revanche, Chateaubriand affirmait que Montreuil-les-Dames avait tout d'abord été une fondation bénédictine,

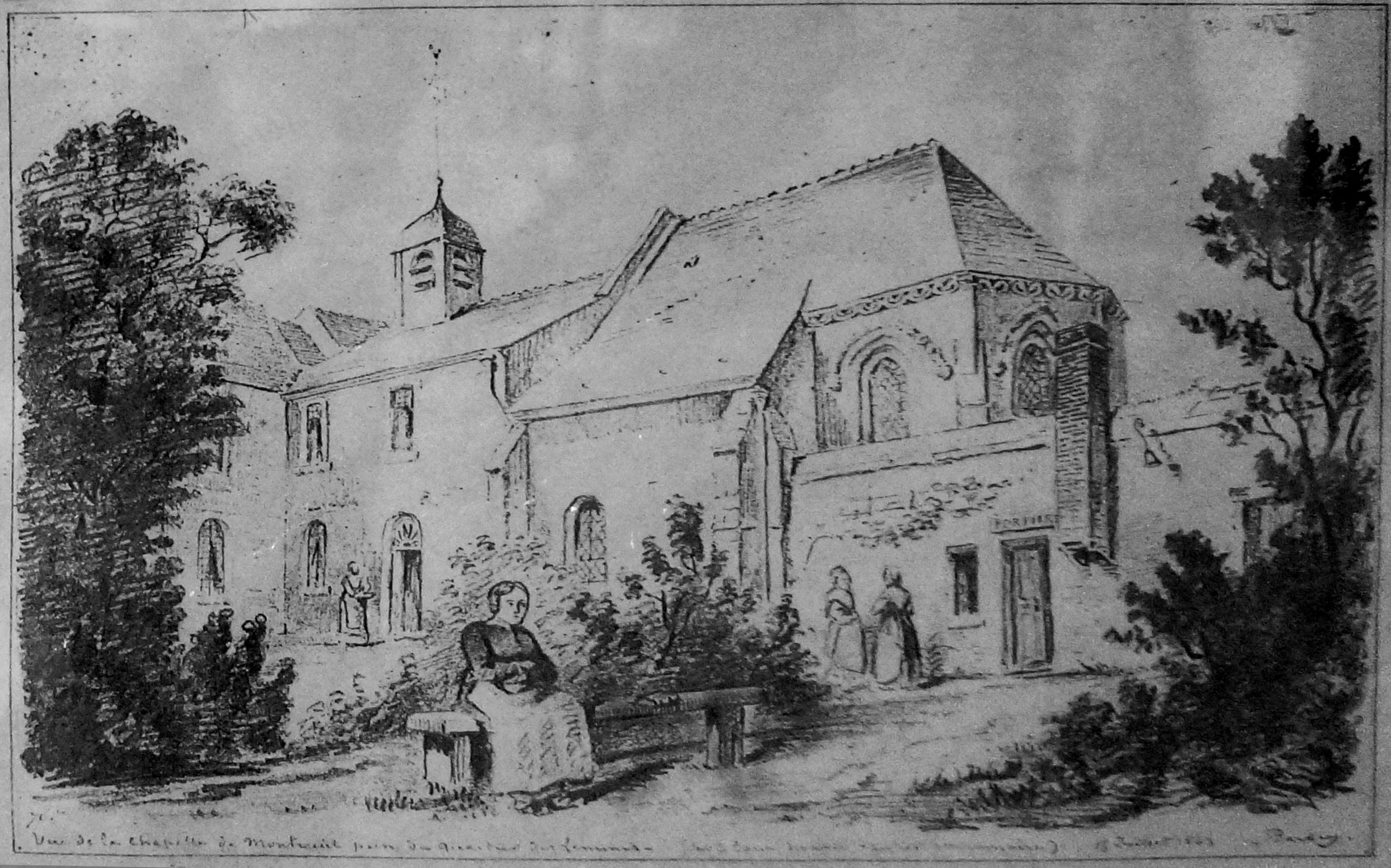
La chapelle en 1883.

Sa situation sur les confins du royaume l'exposa à bien des ravages. Ne pouvant plus demeurer à Montreuil pendant les guerres civiles du XVIIe siècle, l'abbesse et les religieuses se réfugièrent d'abord à Crépy-en-Laonnois, ensuite à Laon, dans l'hospice de Chantreu. Enfin, en 1661, on leur permit de s'établir au bas de la montagne de Laon, dans la léproserie de Saint Ladre, entre la Neuville et Saint-Marcel, où elles firent faire de nouveaux bâtiments.
Le trop grand nombre de filles que l'on recevait à Montreuil, détermina les supérieurs de l'ordre cistercien à faire un règlement qui défendit à l'abbesse de ce monastère de recevoir des religieuses au-delà du nombre de cent, parce que la maison n'était pas en état d'en nourrir davantage. Elles vivaient alors dans une grande austérité, ne portant pas de linge, faisant toujours maigre, ce qu'elles continuèrent depuis jusqu'au temps de leur établissement au bas de la montagne de Laon, où elles prirent la commune observance de l'Ordre cistercien.
Madame d'Havrincourt en était l'abbesse au milieu du XVIIIe siècle.

## Architecture et description

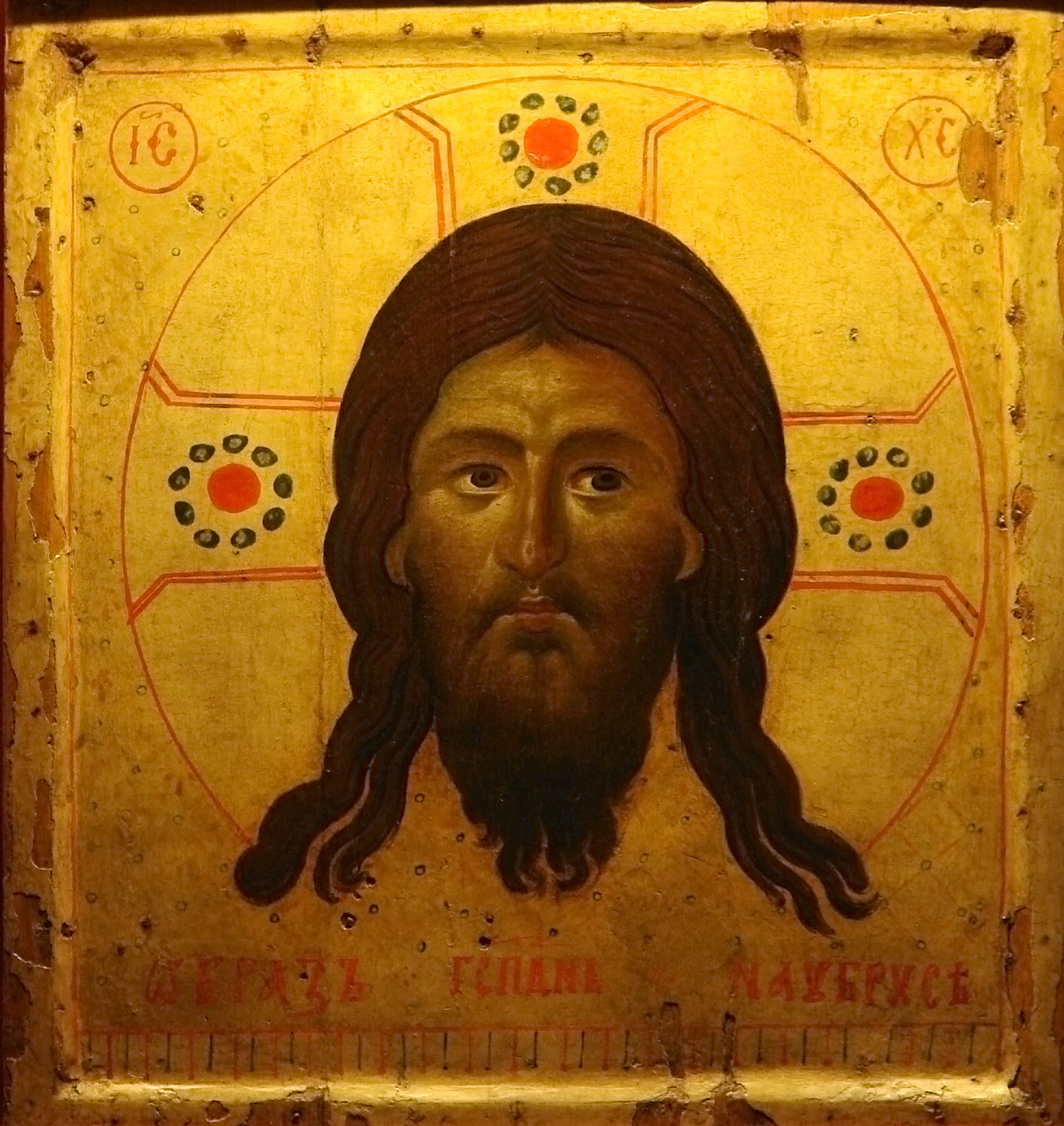

Ce monastère de Montreuil-les-Dames fut principalement connu par la Véronique ou Sainte Face de Jésus-Christ, qui y fut conservé. Selon la tradition, l'original de cette image fut apporté de Jérusalem à Rome. Celle-ci n'en est qu'une copie qui fut envoyée aux religieuses de Montreuil en 1249 par Jacques Pantaléon de Troyes, le futur pape Urbain IV, qui n'était alors qu'archidiacre de Laon, et chapelain d'Innocent IV. Il l'aurait acheté à Bari, en Italie. Cette Sainte Face de Jésus-Christ est dorénavant conservée à la cathédrale de Laon.

## Filiation et dépendances
La Crête est fille de l'abbaye de Tart